# Apatornis
Az Apatornis egy egy fajból (A. celer) álló fosszilis madárnem, mely a késő kréta földtörténeti korban népesítette be Észak-Amerikát (vagy a kontinens egy részét). Napjainkig egyetlen fosszilizált maradványa került elő Kansas államban, melyre a neves paleontológus, Othniel Charles Marsh bukkant rá 1873-ban. Marsh a fossziliát eredetileg egy új Ichthyornis fajként írta le, de későbbi vizsgálatainak eredményeként egy önálló madárnembe sorolta.

## Leírása
Az előkerült csontváztöredék alapján a madár hosszúsága 18–20 cm körül mozgott. Az Ichthyornishoz hasonlóan az Apatornis csőrében is kisméretű fogak ültek, melyek csak a csőr középső és hátsó részein helyezkedtek el, érzékeltetve a korai madárfajokkal szembeni evolúciós fejlődést. Az Ichthyornis felépítésével szemben azonban lényeges különbség, hogy eggyel több bordája volt.
Julia Clarke paleontológus egy 2004-ben megjelent tanulmányában rámutatott arra, hogy az Apatornis valószínűleg jóval közelebb állt a modern madarakhoz, mint a többi kortárs madárfaj, ennek megnyugtató bizonyítását azonban nehezíti a maradványok részlegessége.